# راليه كولستون
راليه إدوارد كولستون (بالإنجليزية: Raleigh Edward Colston)‏ ـ (باريس، فرنسا، 1 أكتوبر 1825 ـ ريتشموند، فيرجينيا، 29 يوليو 1896) هو أستاذ جامعي وعسكري ورسام خرائط وكاتب أمريكي، فرنسي المولد. شارك في الحرب الأهلية الأمريكية تحت لواء الولايات الكونفدرالية برتبة بريغادير جنرال، ثم انتقل بعد انتهاء الحرب إلى خدمة الجيش الخديوي المصري مع عدد من قدامى محاربي الحرب الأهلية.